# جيريمي دالي
جيريمي دالي (بالإنجليزية: Jeremy Dale)‏ هو فنان قصص مصورة أمريكي، ولد في 1980 في مونسي في الولايات المتحدة، وتوفي في 4 نوفمبر 2014 في أتلانتا في الولايات المتحدة.

## وصلات خارجية
- الموقع الرسمي